# 2025–2026-os magyar labdarúgó-bajnokság (másodosztály)
A 2025–2026-os magyar labdarúgó-bajnokság második osztályát tizenhat csapat részvételével rendezik meg. A bajnokság 2025. július 27-én kezdődik és 2026. május 17-én ér véget.

## Csapatváltozások az előző szezonhoz képest
Kiesett a másodosztályba
- Videoton FC Fehérvár, az első osztály 11. helyezettjeként
- Kecskeméti TE, az első osztály 12. helyezettjeként

Feljutott az élvonalba
- Kisvárda FC, a másodosztály 1. helyezettjeként
- Kazincbarcika SC, a másodosztály 2. helyezettjeként

Kiesett a harmadosztályba
- Gyirmót FC, a másodosztály 15. helyezettjeként
- FC Tatabánya, a másodosztály 16. helyezettjeként

Feljutott a másodosztályba
- Karcagi SE, a harmadosztály osztályozójának győzteseként
- Tiszakécskei LC, a harmadosztály osztályozójának győzteseként

## Csapatok és stadionok
| Csapat                         | Város          | Stadion                           | Befogadóképesség (fő) |  |
| ------------------------------ | -------------- | --------------------------------- | --------------------- |  |
| Aqvital FC Csákvár             | Csákvár        | Tersztyánszky Ödön Sportközpont   | 2 500                 |  |
| Békéscsaba 1912 Előre          | Békéscsaba     | Kórház utcai stadion              | 13 000                |  |
| Budafoki MTE                   | Budapest       | Promontor utcai stadion           | 1 200                 |  |
| Budapest Honvéd FC             | Budapest       | Bozsik Aréna                      | 8 200                 |  |
| BVSC-Zugló                     | Budapest       | Szőnyi úti Stadion                | 12 000                |  |
| FC Ajka                        | Ajka           | Városi Szabadidő- és Sportcentrum | 5 000                 |  |
| Videoton FC Fehérvár           | Székesfehérvár | Sóstói Stadion                    | 14 201                |  |
| HR-Rent Kozármisleny           | Kozármisleny   | Kozármislenyi Stadion             | 2 000                 |  |
| Karcagi SE                     | Karcag         | Ligeti úti Sportcentrum           | 2 500                 |  |
| Kecskeméti TE                  | Kecskemét      | Széktói Stadion                   | 6 300                 |  |
| Mezőkövesd Zsóry FC            | Mezőkövesd     | Mezőkövesdi Városi Stadion        | 5 020                 |  |
| Soroksár SC                    | Budapest       | Szamosi Mihály Sporttelep         | 5 000                 |  |
| Szeged-Csanád Grosics Akadémia | Szeged         | Szent Gellért Fórum               | 8 000                 |  |
| Szentlőrinc SE                 | Szentlőrinc    | Szentlőrinc SE Sporttelep         | 1 020                 |  |
| Tiszakécskei LC                | Tiszakécske    | Tiszakécskei Városi Sportcentrum  | 4 500                 |  |
| Vasas FC                       | Budapest       | Illovszky Rudolf Stadion          | 5 054                 |  |

## Csapatok eloszlása vármegyék szerint
|   | Megye | Megye                | Csapatok száma | Csapatok                                |
| - | ----- | -------------------- | -------------- | --------------------------------------- |
| 1 |       | Baranya              | 2              | Kozármisleny, Szentlőrinc               |
| 2 |       | Bács-Kiskun          | 2              | Kecskemét, Tiszakécske                  |
| 3 |       | Békés                | 1              | Békéscsaba                              |
| 4 |       | Borsod-Abaúj-Zemplén | 1              | Mezőkövesd                              |
| 5 |       | Budapest             | 5              | Budafok, Honvéd, Soroksár, Vasas, Zugló |
| 6 |       | Csongrád-Csanád      | 1              | Szeged                                  |
| 7 |       | Fejér                | 2              | Csákvár, Székesfehérvár                 |
| 8 |       | Jász-Nagykun-Szolnok | 1              | Karcag                                  |
| 9 |       | Veszprém             | 1              | Ajka                                    |

### Vezetőedző-váltások
| Csapat     | Távozott vezetőedző | A távozás indoka           | A távozás ideje | Helyezés          | Érkezett vezetőedző | A kinevezés ideje | Forrás      |
| ---------- | ------------------- | -------------------------- | --------------- | ----------------- | ------------------- | ----------------- | ----------- |
| BVSC-Zugló | Csábi József        |                            | 2025. május 26. | a bajnokság előtt | Dragan Vukmir       | 2025. június 16.  | [ 2 ]       |
| Szeged     | Aleksandar Jović    | Nem lehet külföldi az edző | 2025. május 27. | a bajnokság előtt | Aczél Zoltán        | 2025. május 30.   | [ 3 ] [ 4 ] |
| Vasas      | Pintér Attila       | Lejárt a szerződése        | 2025. június 5. | a bajnokság előtt | Erős Gábor          | 2025. június 5.   | [ 5 ]       |
| Videoton   | Tímár Krisztián     |                            | 2025. .         | a bajnokság előtt | Boér Gábor          | 2025. június 23.  | [ 6 ]       |